# Иероним (Понятский)
Архимандрит Иероним (Понятский) (1749 — 4 (16) июля 1802) — игумен и архимандрит нескольких монастырей.
Происходил из духовного сословия. Образование получил в Смоленской семинарии, затем (по некоторым источникам) окончил Славяно-греко-латинскую академию; службу начал иеромонахом во флоте. В 1790—1792 годах был преподавателем Киево-Могилянской академии.
С 1792 года — игумен смоленского Троицкого монастыря; с 1794 — архимандрит нижегородского Печерского монастыря и ректор Нижегородской семинарии; с 17 января 1799 года — архимандрит Новоиерусалимского монастыря, где и был погребён. На сохранившейся надгробной чугунной плите сохранились рельефные изображения и надпись: «На сем месте погребено тело усопшего о Господе сего Ставропигиального Ново-Иерусалимского Воскресенского монастыря бывшего господина настоятеля архимандрита Иеронима. Преставися сего 1802 года июня 4 дня. Жития его было 52 года 7 месяцев».

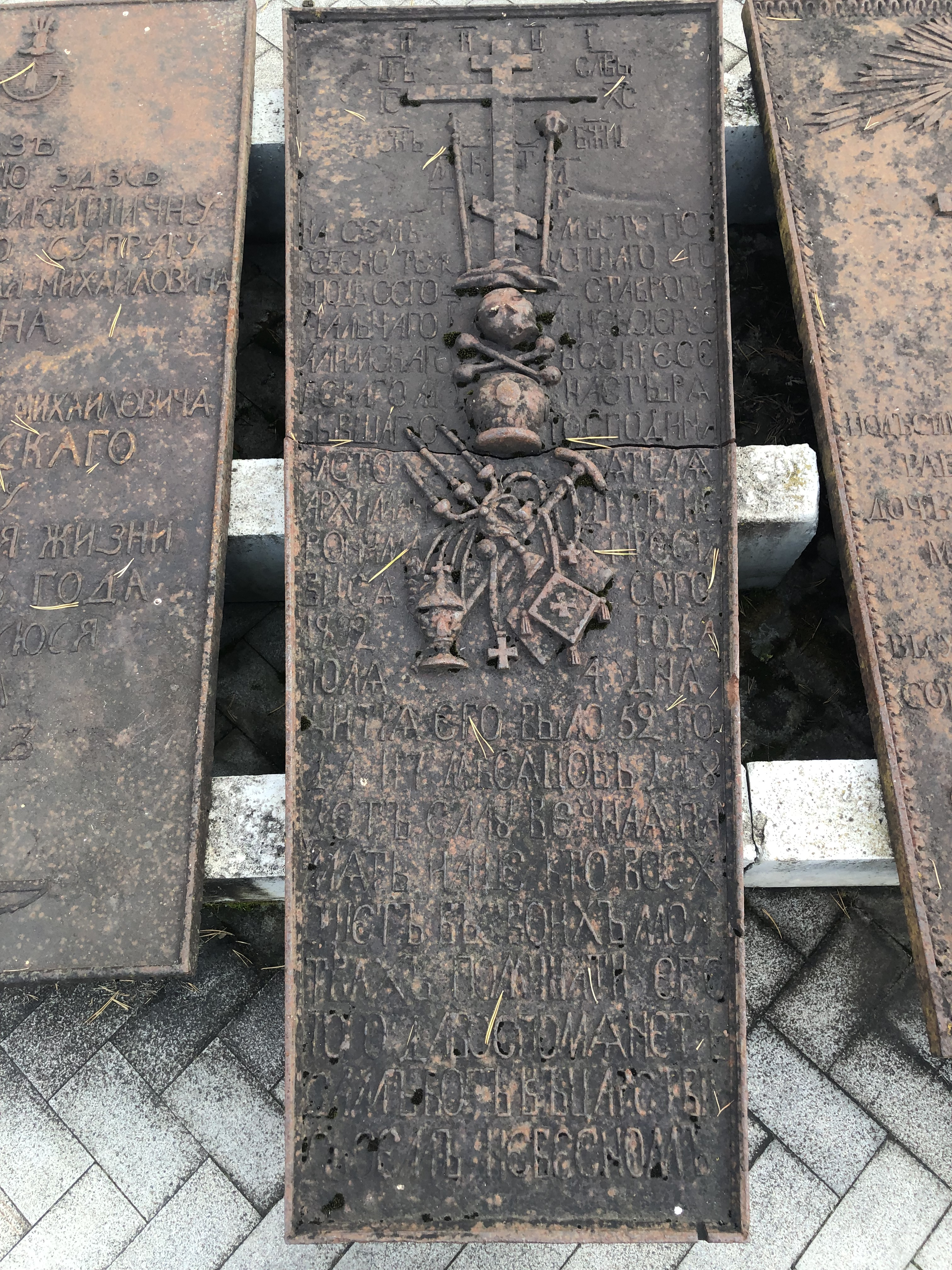
Надгробие с могилы Иеронима

Перевёл с немецкого: «Руководство родителям и воспитателям» (СПб., 1798); «Надежное руководство родителям, воспитателям и учителям к разумному христианскому детей воспитанию» Цолликофера; «Гарвоода мысли о блаженстве благочестивых» (М., 1783). Из проповедей Иеронима изданы лишь: «В день восшествия на престол Императора Павла» (СПб., 1797) и «По случаю освящения храма Марии Магдалины» (М., 1801). Изданы также его стихи и речи в честь генерал-аншефа Фёдора Глебова (СПб., 1776).